# Іберійське князівство
Іберійське князівство або Картлійське ерісмтаварство (588 —888 роки) — ранньосередньовічна грузинська держава, що утворилося після занепаду Іберійського царства. Протягом свого існування маневрувала між Візантією, Арабським халіфатом, Хозарським каганатом. Зрештою було розділено між царства Тао-Кларджеті, Кахетія і Тбіліським еміратом.

## Історія
Напочатку VI ст. Іберійське царство опинилося в залежності від Сасанідської Персії. 580 року Іберія стало провінцією останньої. Тут стали призначати марзпанів (намісників). Частина іберійської знаті продовжила спротив у горах — головна гілка династії Хосровідів в Кахетії і молодша гілка Хосровідів — Гуараміди — в Кларджеті і Джавахеті.
Під час нової війни Візантії і Персії у 588 році за підтримки першої Гуарам I з роду Гуарамідів отримав титул ерісмтавара (великого князя) і куропалата Іберії. Мирна угода 590 року між Візантією і Персією закріпила статус Іберійського князівства, яке визнало зверхність візантійського імператора.
Внаслідок послаблення Візантії під час панування імператора Фоки новий ерісмтавар Стефаноз I близько 610 року розпочав політику, спрямовану на об'єднання колишньої Іберії. Для цього почав перемовини з шахіншахом Хосровом II. В результаті іберійський правитель зумів отримати область навколо Тбілісі, цим здійснив свою мрію. Натомість визнав зверхність Персії та дозволив зороастризм в своїх землях. Втім у 627 році хозаро-візантійське військо завдало поразки персо-іберійському війську, внаслідок чого Стефаноза I було повалено, а вплив Візантії поновився. На троні Іберійського князівства було поставлено представника династії Хосровідів.
Напочатку 640-х років ерісмтавар Адарнасе I визнав зверхність Арабського халіфату. При цьому зберігав васальні відносини з Візантійською імперією.
В 681 році Іберія приєдналася до загального антиарабського повстання вірмен і кавказьких албанців на Кавказі. Поразка повстання 684 року призвела до повалення династії Хосровідів та відновлення правління роду Гуарамідів.
Становище держави погіршилося через необхідність сплачувати данину халіфату і імперії, а також через постійні набіги хозарів, що також намагалися встановити тут свою владу.
736 року араби відняли в князівства область з Тбілісі, де створили емірат. З цього часу ерісмтавари перенесли столицю до фортеці Уплісцихе і володіли лише обмеженою владою над таваді й азнаурі, які користувалися певною свободою.
Слабкість влади призвела до заколоту 748 року, внаслідок чого троном опанував рід Нерсіанідів. Але вже 780 року до влади повернулися Гуараміди. Втім 786 року їх було повалено, а напівнезалежний статус князівства скасовано. Його було перетворено на намісниство Аль-Армінія II.
Лише у 813 року після тривалої і запеклої боротьбі Ашот з династії Багратуні зумів відновити Іберійське князівство. Його резиденцією стала фортеця Ардануч. Поступово поширив владу на Тао, Іспір, долину Чорох, Східну Грузію. Втім спроби захопити Тбідісі і Кахетією виявилися невдалими. Але після смерті Аошта араби знову відновили свою владу над князівством.
Протягом 839—842 років Баграт I вкотре відновив самостійність. 888 року онук останнього Адарнасе IV прийняв титул царя Картлі, який було визнано візантійцями і арабськими халіфами. Іберійське князівство перетворилося на Картлійське царство.

## Устрій
На чолі стояв ерісмтавар (великий або верховний князь), що мав вищу політичну, військову і судову владу. Разом з тим не мав права позбавити володінь еріставі (князів), які в свою чергу мали грамоти на свої володіння від візантійських імператорів або перських шахіншахів. Симон Джанашіа визначив сутність ерісмтавара як «першого серед рівних». З 736 року ерісмтавари підпорядковувалися Тбіліським емірам.
Ерісмтавари повинні були затверджуватися в Константинополі. Їх титули мають різні назви в грузинських джерелах: «еріставт-мтавар», «еріс-мтаваров», «еріставт-еріставі», «еріставі». Більшість з них були додатково отримували різні візантійські титули: 8 з 14 ерісмтаварів були куропалатами.

### Ерісмтавари
1. Гуарам I  (бл. 588 — бл. 590),
2. Джуаншер  (590—591),
3. Стефаноз I  (590—619/627),
4. Адарнасе I  (619/627—637/642),
5. Стефаноз II  (637/642—650),
6. Адарнасе II  (650—684),
7. Гуарам II  (684—693),
8. Гуарам III  (693—748),
9. Адарнасе III  (748—760),
10. Нерсе  (760—780),
11. Стефаноз III  (780—786)
12. Арчіл I  (786)
13. Ашот I  (813—826)
14. Баграт I  (839—876),
15. Давид I  (876—881),
16. Гурген I  (881—891),
17. Адарнасе IV — (881–888)

## Економіка
Основу становили землеробство, ремісництво, виноградорство, садівництво. Велика кількість дрібної рогатої худоби забезпечувала сировиною виробництво вовняних тканин, килимів та ниток. Був одним з центром виготовлення кошенілі, за що арабські мандрівники називали Іберію Джупзан аль-Кірміз (Картлі кошенільна). Також у великій кількості виловлювали рибу, що навіть вивозили її в інші країни.

## Культура
Розвиток обумовлювався християнським характером населення. Тут діяв каталікос Іберії, якому підпорядковувалися усі місцеві єпархії. Церкви і базилики зводилися переважно у візантійському стилі. Поступово з'явилися суто іберійська особливість: купол майже не спирався на стіни, а на колони, присутні всередині церкви. Найкращі приклади — це Хрестовоздвиженська церква Мцхети (586—605), монастир Атенський Сіон (VII ст.), церкви Цромі, Ічхані та Бана (VII ст.).
Розвиток набула література релігійного змісту: «Мучеництво Або Тбіліського» Вано Сабанідзе, «Життя Серапіона Зарзького», «Життя Іларіона Іверського», «Мучеництво Костянтина Кахи», «Життя Святого Ніно».